# 长柱排钱树
长柱排钱树（学名：Phyllodium kurzianum），为豆科排钱树属下的一个植物种。